# Laâounate
Laâounate (en arabe : العونات) est une ville de la province d'El Jadida, dans la région Casablanca-Settat, au Maroc.